# Kastl (Oberbayern)
Kastl este o comună din districtul Altötting, landul Bavaria, Germania.